# هیراب
هیراب روستایی در شرق شهرستان بروجرد در استان لرستان می‌باشد. این روستا در دهستان والانجرد در بخش مرکزی این شهرستان قرار دارد. این روستا بر سر جاده بروجرد - اراک قرار دارد. هیراب در مجاورت گردنه هیراب در مسیر ترانزیتی تهران-جنوب (بزرگراه بروجرد-اراک) قرار گرفته و منطقه‌ای سردسیر و برف‌گیر است. 
شغل اصلی ساکنین این روستا کشاورزی و دامپروری است. عمده محصولات کشاورزی آن گندم و جو و بیشتر محصولات باغی آن شامل گیلاس و سیب می‌باشند.

## جمعیت
بنابر سرشماری مرکز آمار ایران، جمعیت هیراب در سال ۱۳۸۵، برابر با ۲۹ نفر بوده‌است که از این میان ۱۴ نفر مرد و بقیه زن بوده‌اند. این روستا ۲۱ خانوار جمعیت دارد.